# Libyana (bướm đêm)
Libyana  là một chi bướm đêm thuộc họ Noctuidae.